# Georges Dumoulin
Pour les articles homonymes, voir Georges Dumoulin (homonymie) et Dumoulin.
Georges Dumoulin (Ardres (Pas-de-Calais), 27 novembre 1877 – Annappes (Nord), 30 mai 1963), est un journaliste et homme politique français. 
D'abord adhérent au Parti ouvrier français (POF) de Jules Guesde, membre de la Confédération générale du travail (CGT) et dirigeant syndical, il adhère par la suite à la Section française de l'Internationale ouvrière (SFIO) et devient après la Première Guerre mondiale un membre de la Ligue internationale contre le racisme et l'antisémitisme (LICA). Durant la Seconde Guerre mondiale, c'est un collaborateur actif : il est membre de la commission permanente du Rassemblement national populaire (RNP) de Marcel Déat, fonde le journal L'Atelier et un certain nombre de comités de propagande tournés vers les ouvriers, entre au Ministère du travail et, en 1943, au Conseil supérieur du travail. Après guerre, il est condamné à deux ans de prison. Dès sa sortie, il participe à la propagande anticommuniste avec Georges Albertini et collabore à des revues catholiques traditionnalistes après sa conversion religieuse.  

## Biographie

### Un militant du syndicalisme révolutionnaire jusqu'à la Première Guerre mondiale
Deuxième des 6 enfants d'un modeste ménage, il est le fils d'un père qui fut ouvrier agricole. Scolarisé dans l'enseignement primaire, il doit cependant travailler à temps partiel dès l'âge de 8 ans comme ouvrier agricole, ouvrier dans une raffinerie de sucre puis mineur à 15 ans. Il adhère au syndicat des mineurs du Pas-de-Calais en 1893, puis au Parti ouvrier français de Jules Guesde en 1900, pour lequel il milite à Harnes. Il est alors partisan de la grève générale et d'une action révolutionnaire. Il est arrêté avec l'un de ses frères, et condamné à 15 jours de prison. Fin 1902, il contribue à former un nouveau syndicat, la Fédération syndicale des mineurs du Pas-de-Calais, qui adhère à la CGT. Il collabore au Travailleur, à La Voix du peuple, au Réveil syndical, dont il est le gérant jusqu'en 1904. Après deux années de travail et d'études des idéologies socialistes et du mouvement social, il se lance à nouveau dans l'action et devient permanent syndical en 1906, comme secrétaire de la Fédération des mineurs du Pas-de-Calais, dont il est exclu en janvier 1909, du fait des dissensions internes au mouvement ouvrier, entre anarchistes et socialistes. Il gagne Paris, collabore à La Vie ouvrière et devient le trésorier adjoint de la CGT en 1911, puis en 1913 le secrétaire adjoint de la section des fédérations, sous la direction de Léon Jouhaux. Il mène la campagne antimilitariste de la CGT. Mobilisé de 1914 à 1917, il rompt avec Jouhaux, condamne l'Union sacrée et prône le pacifisme.

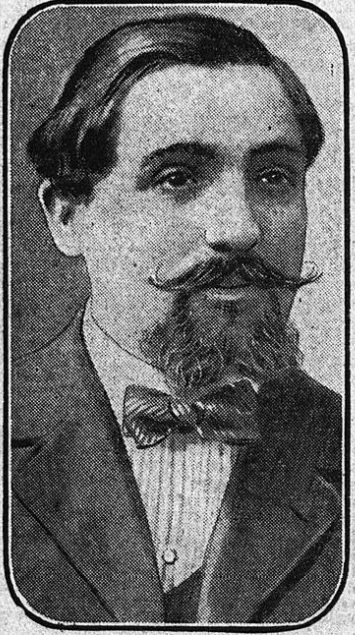
Georges Dumoulin en 1919.

### Un militant réformiste, pacifiste et anticommuniste dans l'entre-deux-guerres
Après la Première Guerre mondiale, il rompt avec le syndicalisme révolutionnaire et préconise à partir de 1919 une action réformiste. Il devient aussi anticommuniste, et va le demeurer jusqu'à sa mort. Il veut une CGT indépendante. Membre du bureau confédéral de la CGT depuis 1912, il le reste jusqu'en 1923 et participe à ce titre, activement, à la scission syndicale de 1921.
Il exerce ensuite des responsabilités au Bureau international du travail de 1924 à 1932, sous la direction du socialiste Albert Thomas. Membre de la SFIO, il milite pour ce parti, est rédacteur à son quotidien Le Populaire et membre de son conseil d'administration, collabore à La Revue socialiste, donne des conférences, publie des brochures. Secrétaire de mairie à Denain, il se présente à deux reprises aux élections législatives, sous l'étiquette SFIO, en 1932 notamment dans la 3e circonscription de Valenciennes, sans succès. Il est aussi candidat aux sénatoriales de 1932, sur la liste de la SFIO.

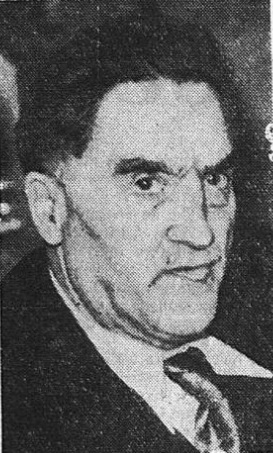
Georges Dumoulin en 1938

Il devient le secrétaire général de l'Union départementale CGT du Nord lors de la réunification syndicale en février 1936. Il doit gérer le mouvement de grèves de 1936 dans le Nord, contre un patronat intransigeant.
Il collabore à la revue de René Belin Syndicats à partir de sa fondation en octobre 1936 et partage sa ligne pacifiste (jusqu'en août 1939) et anticommuniste, hostile à la tentative de prise en mai de la CGT par le Parti communiste. Il dénonce d'ailleurs une « colonisation » du syndicat par les militants du PCF. Au grand dam des communistes, il signe un manifeste demandant la vérité sur les procès de Moscou et préface l'ouvrage du mineur cégétiste Kléber Legeay, Un mineur français chez les mineurs russes (1937). Avec d'autres animateurs de Syndicats, il est en 1940 vice-président du comité syndical français d'aide à la Finlande, alors attaquée par l'URSS.
Au sein de la SFIO, il est proche de la tendance incarnée par Paul Faure, tout aussi pacifiste, munichoise et anticommuniste; il collabore à son hebdomadaire, Le Pays socialiste.
Il est membre de la Ligue internationale contre le racisme et l'antisémitisme (LICA) où il est très actif et qu'il cherche à implanter dans le Nord. Il prend position contre l’antisémitisme en 1939 dans la revue Syndicats et dans celle de la LICA, avant de rompre avec cette dernière association en février 1940, l'accusant de bellicisme.

### Un militant pour la collaboration de gauche sous l'Occupation, au nom du socialisme
Sous l'Occupation, Dumoulin écrit dans L'Atelier, un hebdomadaire socialiste-national qui s'adonne pendant la guerre à un antisémitisme débridé et prône l’alignement du syndicalisme français sur l'Allemagne nationale-socialiste. Il adhère au Rassemblement national populaire de Marcel Déat, est membre de sa commission permanente (la plus haute instance de ce parti collaborationniste) et écrit dans son périodique, L'Œuvre. Il anime son Centre syndicaliste de propagande tournée vers les ouvriers, et dont il est son premier secrétaire général. Il est alors un collaborationniste affirmé, dans le cadre du RNP et du Centre syndicaliste de propagande. Dumoulin déclara par exemple en 1942, après un voyage en Allemagne : 
« Trop de Français s’imaginent que le bolchevisme vainqueur s’arrêterait à nos frontières. Quelle illusion ! (…) Dans la lutte actuelle contre le bolchevisme, la France doit prendre la place qui lui est offerte et elle est digne d’elle, puisque c’est le travail ».
Ses convictions ont un accent anticapitaliste, socialiste, étatiste et ouvriériste  - les « ouvriers français et allemands sont pour lui les constructeurs de l’édifice européen ». Il veut un État socialiste et autoritaire, défend l’autonomie ouvrière contre le paternalisme et les corporatistes traditionalistes, déteste « toute politique intérieure réactionnaire ».

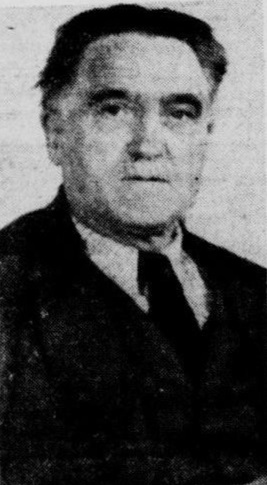
Georges Dumoulin en 1941.

Il est désigné en janvier 1941 membre du Conseil national instauré par Vichy, mais il en est radié en novembre.Il devient chargé de mission au ministère du travail et en juin 1942 inspecteur général de l'Office des comités sociaux, fondé en 1941 et qui à l'origine était une association de droit privé liée au cabinet civil du maréchal Pétain. Il est chargé par le secrétaire général du ministère du travail « d’assurer la liaison entre les responsables de l’office et le secrétariat au travail, (…) de renseigner ce ministère sur la formation et le fonctionnement des comités sociaux d’entreprises et des commissions départementales ». Dumoulin a aussi été nommé par le ministre Jean Bichelonne en décembre 1943 membre du Conseil supérieur du travail.

### L'après-guerre
Il fuit Paris en août 1944 puis se cache dans l’Eure, comme valet de ferme, pour échapper à l'épuration. Jusqu’au moment où il décide de se présenter devant ses juges en 1951, à 74 ans, alors qu'il avait été condamné à mort par contumace le 20 avril 1948, par la Cour de justice de la Seine. Il se constitue prisonnier le 29 octobre 1951, est mis en liberté provisoire jusqu'à son procès qui se tient en octobre 1953. Il y affirme : 
« Moi, j'ai toujours été pour le rapprochement franco-allemand. Ça peut vous plaire ou ne pas vous plaire. Peut-être ai-je anticipé ? (...) Cela n'empêche pas que l'hitlérisme m'inspirait un profond dégoût. C'est une doctrine qui n'admet pas le syndicalisme, elle n'est pas dans l'esprit français. (...) Les faits que vous me rappelez, je n'ai jamais eu à en rougir. Dans une vie ardente comme la mienne, pendant cinquante ans, on peut commettre des erreurs. J'en reconnais quelques-unes. Mais ce qui est fait est fait. Je parle ici avec mon cœur ». Pour justifier d'avoir attendu plusieurs années avant de se présenter devant la justice, il déclare: « Je n'ai pas eu confiance dans les cours de justice ni dans les chambres civiques. Je ne pouvais pas faire confiance à ces jurys de partisans. J'ai combattu les communistes, non pour les empêcher d'exister, mais pour qu'ils ne s'emparent pas de la C.G.T. Ils m'en ont voulu. Lorsqu'ils m'ont tenu, même absent, dans une cour de justice il fallait bien qu'ils me condamnent au moins à mort. Cela n'empêche pas que j'en avais assez d'attendre. Je ne savais rien de ce qui se passait. Je travaillais dans une ferme. À soixante-dix ans j'ai repris la fourche. Mais des amis me disaient que le climat n'était pas encore favorable » (en 1951 est votée la première loi d'amnistie). 
Il est condamné par le tribunal militaire de Paris à 2 ans de prison et à 20 000 francs d’amende le 15 octobre 1953,. On le trouve ensuite parmi les collaborateurs occasionnels des Études sociales et syndicales de Claude Harmel, ancien du RNP, et du très anticommuniste Centre d'archives et de documentation de Georges Albertini, l'ancien no 2 du RNP. 
Cet ancien franc-maçon se convertit au catholicisme et publie quelques articles dans la revue catholique traditionaliste et anticommuniste Itinéraires de Jean Madiran, autre collaborateur de l'officine d'Albertini.

## Publications
- Les Syndicalistes français et la guerre, préface d'André Girard, Comité central des C.S.R., 1921
- Carnets de Route, quarante années de la vie militante, préface de René Belin, Éditions de l'avenir, Lille, 1940.

## Sources et bibliographie
- Peter-M. Arum, "Georges Dumoulin: les débuts d'un syndicaliste" dans la Revue du Nord, 1975, vol. 57, no 224, p. 5-29
- « Peter M. Arum, "Du syndicalisme révolutionnaire au réformisme: Georges Dumoulin ( 1903-1923 ) », dans Le Mouvement social, avril 1974
- Simon Epstein, Un paradoxe français : antiracistes dans la Collaboration, antisémites dans la Résistance, Paris, A. Michel, coll. « Histoire », 2008, 622 p. (ISBN 978-2-226-17915-9, OCLC 470867615), p. 217-221
- Rémy Handourtzel, Cyril Buffet, La collaboration…à gauche aussi, Perrin, 1989, p. 205-210
- Jean-Pierre Le Crom et Robert Owen Paxton (introduction), Syndicats, nous voilà! : Vichy et le corporatisme, Paris, Ed. de l'Atelier, coll. « Patrimoine », 1995, 410 p. (ISBN 978-2-708-23123-8, lire en ligne)
- Pierre Rigoulot, Georges Albertini, 1911-1983 : socialiste, collaborateur, gaulliste (Biographie), [Paris], Perrin, 2012, 410 p. (ISBN 978-2-262-03473-3, OCLC 810685108)